# Chrysopa leptana
Chrysopa leptana is een insect uit de familie van de gaasvliegen (Chrysopidae), die tot de orde netvleugeligen (Neuroptera) behoort. 
Chrysopa leptana is voor het eerst wetenschappelijk beschreven door Banks in 1914.